# 绍兴市奥体中心
绍兴市奥体中心即绍兴市奥林匹克体育场馆工程，隶属于绍兴市体育局主管，位于绍兴市北部的镜湖新区，地处解放大道西、洋江西路北侧。总投资约13亿元，2010年5月开工，2013年底完工。占地面积352亩，建筑面积142440平米，是浙江省2010年重点建设工程，为2014年第15届浙江省运动会的主要场馆。

## 场馆
奥体中心以河为界分南北二区共三个单体建筑，北区有体育会展馆和射击射箭馆，南区有游泳馆。场外有南北向跨河地面桥、高架桥并列各一座以连接南北二区，以及一块150米×35米室外射箭场。

### 体育会展馆
可容纳9880座（其中1700座活动座席），能举办排球、篮球、羽毛球、乒乓球、柔道、摔跤、拳击、击剑等大型比赛和演唱会演出。会展馆有666个标准固定展位，满足大型会展的需要。
赛事
- “古越龙山杯”第一届中国气排球公开赛：2018年4月[3]
- 2018年女排世俱杯：2018年12月4日至9日[4]
- 2019年女排世俱杯：2019年12月3日至8日[5]

演唱会
- 2016-09-17 梁静茹「你的名字是爱情」世界巡回演唱会
- 2016-12-03 刘若英「我敢」世界巡回演唱会
- 2017-04-15 张学友「A Classic Tour 学友·经典」世界巡回演唱会
- 2018-09-30 林俊杰「圣所」世界巡回演唱会
- 2018-12-31 郭富城“舞林密码”世界巡回演唱会
- 2019-05-26 李宗盛「有歌之年」世界巡回演唱会
- 2019-10-26 萧敬腾“娱乐先生”世界巡回演唱会
- 2019-12-28 杨丞琳“青春住了谁”世界巡回演唱会
- 2024-01-20 杨丞琳“LIKE A STAR”世界巡回演唱会[6]
- 2024年6月8日-10日 任贤齐“齐迹2024”巡回演唱会[7]
- 2024年11月16日 张靓颖“光”巡回演唱会[8]

### 射击射箭馆
比赛区可容纳3000座观众观看。

### 游泳馆
游泳馆里设有训练池、造浪池、戏水池、温泉SPA池各一座。

## 周边
- 镜湖国家城市湿地公园（北侧）
- 绍兴市人民政府（东侧）
- 武地融创奥璟园（小区，西侧）